# بتروبل
بتروبل «بترول بلاعيم» أو (بالإنجليزية: PETROBEL - Balaeim Petroleum Co) هي إحدى شركات قطاع البترول المصري.

## التاريخ
تأسست بموجب القانون رقم 16 لسنة 1978 كشركة مساهمة مصرية بين كل من الهيئة المصرية العامة للبترول وشركة أيوك - الدولية للزيت المصري وهي ثمرة تعاون مشترك بدأ منذ الخمسينات بين حكومتي جمهورية مصر العربية والحكومة الإيطالية لإدارة حقول الزيت بسيناء وحقول الغاز الطبيعي بأبو ماضي. وكان نشاط الشركة قد بدأ عام 1953 تحت اسم الشركة الأهلية للبترول والتي عدلت في عام 1957 إلى الشركة الشرقية للبترول ثم أخذت اسمها الحالي شركة بترول بلاعيم في عام 1978.

## النشاط
- تقوم الشركة باستكشاف وإنتاج البترول. وللشركة الريادة في استكشاف أول حقل زيت بحري (بلاعيم بحري) بمنطقة خليج السويس عام 1961 وأول حقل غاز في مصر (حقل أبو ماضي) عام 1967 بمنطقة أبو ماضي بدلتا النيل.

## الحقول
تقع حقول الشركة المنتجة للزيت الخام في جنوب سيناء وخليج السويس، وتمتد بين منطقة أبو زنيمة شمالاً ورأس جارة جنوباً، أما الحقول المنتجة للغاز الطبيعي فتقع في منطقة دلتا النيل وتحت مياه البحر المتوسط (حقل ظهر).

## الشركات التابعة
تقوم الشركة نيابة عن الهيئة المصرية العامة للبترول والشركاء بإدارة الأنشطة المتعلقة بالاستكشاف والتنمية والتشغيل للشركات التالية:
- بتروبل.[3]
- نيدوكو.[3]
- بتروسعيد.[3]
- بترودلتا.[3]
- ميدجاس.[3]
- بتروتمساح.[3]
- بتروشروق.[4]
- بتروحماد.[4]
- بتروفيروز.[5]
- بتروبردويل.[6]
- بتروثقة.[6]

وتبلغ مساحة مناطق الامتياز لهذه الشركات حوالي 4080 كيلو متر مربع.

## البيئة
تم تنفيذ العديد من المشروعات للحماية من التلوث مثل مشروعات معالجة مياه الصابورة والتخلص من المياة المصاحبة للمنتجات البترولية عن طريق المعالجة وإعادة الحقن في باطن الأرض بالإضافة إلى التخلص من مخلفات الحفر ولتعظيم الفائدة للعائد من المنتجات المصاحبة للزيت الخام فقد تم إنشاء مشروع إنتاج المتكثفات والبوتوجاز من الغازات المصاحبة بالإضافة إلى أستخدامها في إدارة التوربينات والسيارات بدلاً من السولار والبنزين.

## رؤساء الشركة
- خالد موافي.[7]
- عاطف حسن.[8][9]
- أحمد الهواري.[9]
- علاء علام.[10]
- مدحت السيد.[11]
- عبد العليم طه.[11]
- حسن عقل.[12]